# Pete Namlook
Pete Namlook (né le 25 novembre 1960 sous le nom de Peter Kuhlmann [ˈkuːlmaːn] à Francfort en Allemagne, et mort le 8 novembre 2012) est un producteur et compositeur de Musique 'Ambient' et de musique électronique. En 1992, il crée le label allemand FAX +49-69/450464 (en), qu'il dirige.
Inspiré par Eberhard Weber, Miles Davis, Antônio Carlos Jobim, Chopin, Wendy Carlos, Tangerine Dream, Pink Floyd et Klaus Schulze, il a aussi sorti plusieurs albums solo.
En août 2005, Namlook et consorts avaient sorti 135 albums, sans compter les rééditions, singles vinyles, compilations, et les albums du label commençant par PS, dans la création desquels il n'était pas impliqué.
Pete Namlook a sorti de nombreux albums solo, aussi bien que des collaborations avec des artistes reconnus comme Klaus Schulze, Bill Laswell, Geir Jenssen (alias Biosphere), Atom Heart, Richie Hawtin, Tetsu Inoue (en), Dr. Atmo, ou Tying Tiffany.
« Namlook » vient de « Koolman », une prononciation de son vrai nom, épelé à l'envers.
Peter Kuhlmann est décédé le 8 novembre 2012 des suites d'une crise cardiaque.

## Projets
Tous ces projets sont ceux de Namlook sur le label FAX, avec le nombre d'albums pour chaque série. Pour les albums uniques, le titre est donné sans indication. Ne figurent ici que les albums CD. Les singles vinyles et EPs ne sont pas présentés. FAX n'a pas sorti de LP.
solo
- 4Voice (3 albums ; 4Voice avec Maik Maurice comme "arrangeur" sur 2 morceaux ; 4Voice III avec Marc Romboy sur un morceau)
- Air (5 albums)
- Atom
- Electronic Music Center
- Music for Ballet
- Namlook (25 albums)
- Season's Greetings (4 albums; une compilation intitulée The Four Seasons)
- Silence (3 albums sur 5 au total ; les 2 premiers avec Dr. Atmo)
- Syn (2 albums)
- Music for Babies

avec Dr. Atmo
- Escape
- Silence (2 albums sur 5 au total ; les trois derniers sont de Namlook en solo)

avec Atom Heart
- Jet Chamber (5 albums)

avec Karl Berger
- Polytime

avec Dandy Jack
- Amp (2 albums)
- Silent Music

avec DJ Brainwave
- Limelight

avec DJ Criss
- Deltraxx
- Sequential (un morceau est de Namlook avec Tetsu Inoue (en), sans DJ Criss)

avec DJ Dag
- Adlernebel

avec Pascal F.E.O.S.
- Hearts of Space
- Minimalistic Source

avec Gaudi
- Re:sonate

avec Rob Gordon
- Ozoona

avec Robert Görl (en)
- Elektro (2 albums)

avec Richie Hawtin
- From Within (3 albums)

avec Hubertus Held
- Pete Namlook/Hubertus Held

avec Higher Intelligence Agency (en)
- S.H.A.D.O (2 albums)

avec Tetsu Inoue (en)
- 62 Eulengasse
- 2350 Broadway (4 albums)
- Sequential (seulement un morceau)
- Shades of Orion (3 albums)
- Time²

avec Geir Jenssen
- The Fires of Ork (2 albums)

avec Bill Laswell
- The Dark Side of the Moog (4 albums sur 11 au total aussi avec Klaus Schulze ; les 7 autres sont juste avec Namlook et Schulze)
- Outland (5 albums)
- Psychonavigation (5 albums)
- Outer Dark

avec Mixmaster Morris
- Dreamfish (2 albums)

avec David Moufang
- Koolfang (3 albums)
- Move D / Namlook (23 albums)

avec New Composers
- Planetarium (2 albums)
- Russian Spring

avec Burhan Öçal
- Sultan (3 albums)

avec Jochem Paap
- pp-nmlk

avec Peter Prochir
- Miles Apart
- Possible Gardens

avec Ludwig Rehberg
- The Putney (2 albums)

avec Robert Sattler
- Kooler

avec Klaus Schulze
- The Dark Side of the Moog (11 albums)

avec Jonah Sharp (en)
- Alien Community (2 albums)
- Wechselspannung (2 albums)

avec Wolfram Spyra (en)
- Virtual Vices (6 albums)

avec Steve Stoll
- Hemisphere

avec Charles Uzzell-Edwards (en)
- A New Consciousness (2 albums)
- Create (2 albums)

avec Lorenzo Montanà
- Labyrinth (5 albums)

### Yesterday & Tomorrow
Ce projet était un sous-label de FAX de courte durée créé afin d'explorer un aspect plus classique de la musique d'ambiance. Ces 3 albums ont été sortis sous Peter Kuhlmann, son vrai nom, plutôt que Pete Namlook.
- Passion, avec Jürgen Rehberg
- Wandering Soul, avec Alban Gerhardt
- The Sunken Road, avec Jürgen Rehberg et Lucia Mense